# Villar San Costanzo
Villar San Costanzo (Ël Vilar San Costans in Piemontesisch, Vilar San Coustans in occitanisch) ist eine Gemeinde in der italienischen Provinz Cuneo (CN), Region Piemont.

## Lage und Einwohner
Villar San Costanzo liegt rund 22 Straßenkilometer von der Provinzhauptstadt Cuneo entfernt in der Nähe des Naturschutzgebietes Ciciu del Villar mit seinen „Steinpuppen“. Das Gemeindegebiet umfasst eine Fläche von 19,5 km² und hat 1578 Einwohner (Stand 31. Dezember 2023). Zur Gemeinde zählen auch die drei Fraktionen (Frazioni) Artesio, Morra und Rivoira.
Die Nachbargemeinden sind Busca, Dronero und Roccabruna.

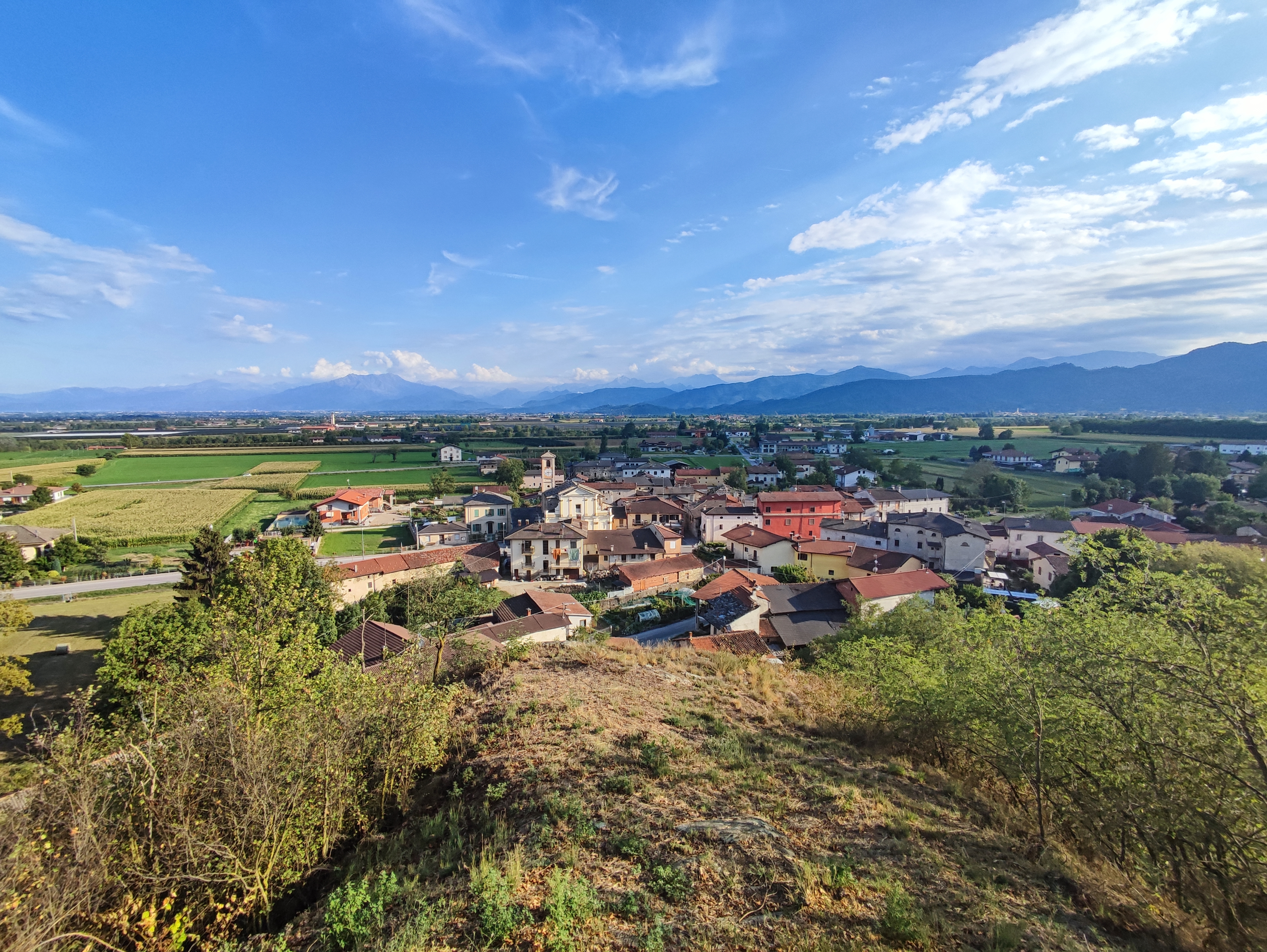
Panorama

## Geschichte

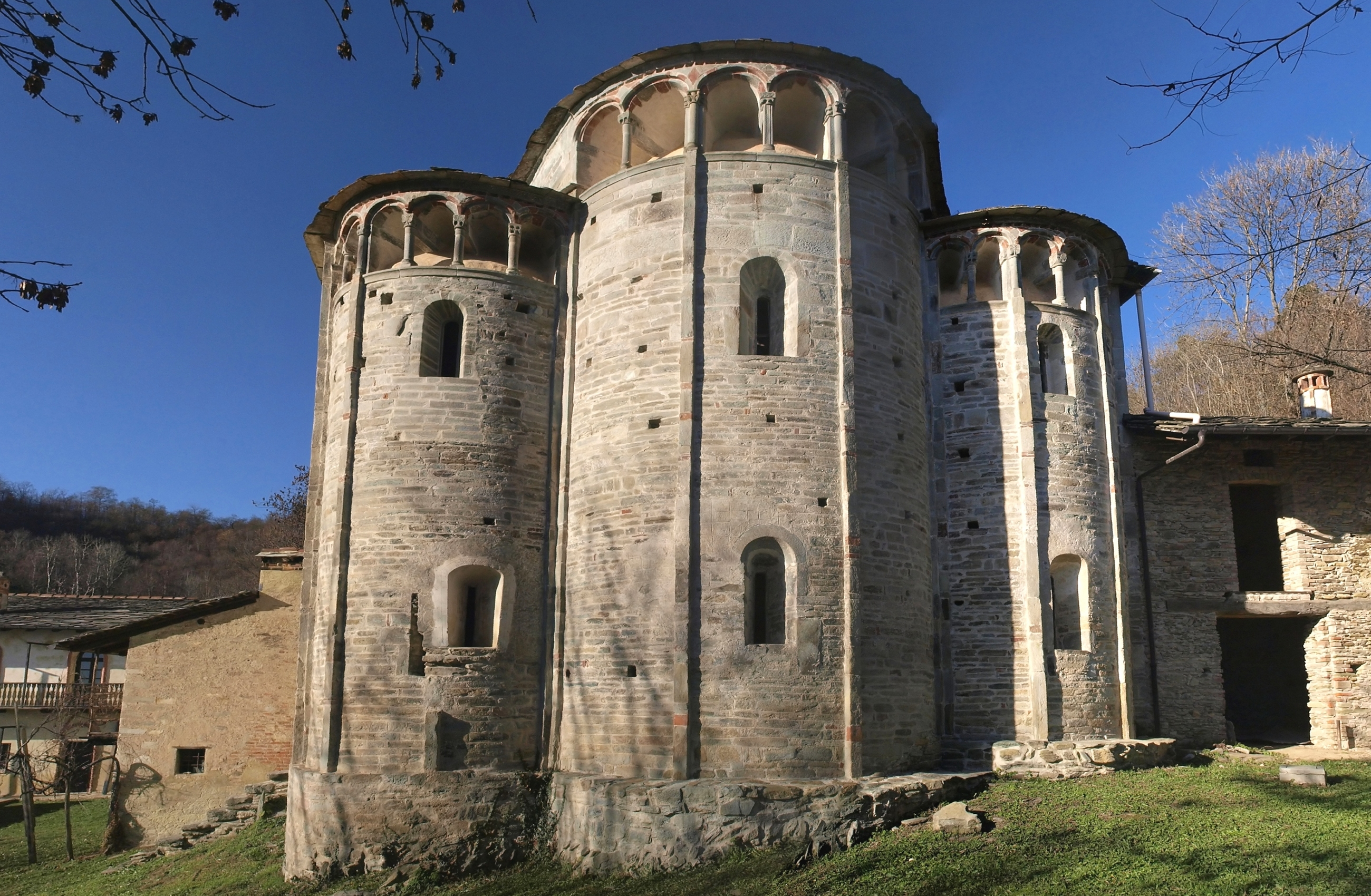
Kirche di San Costanzo al Monte

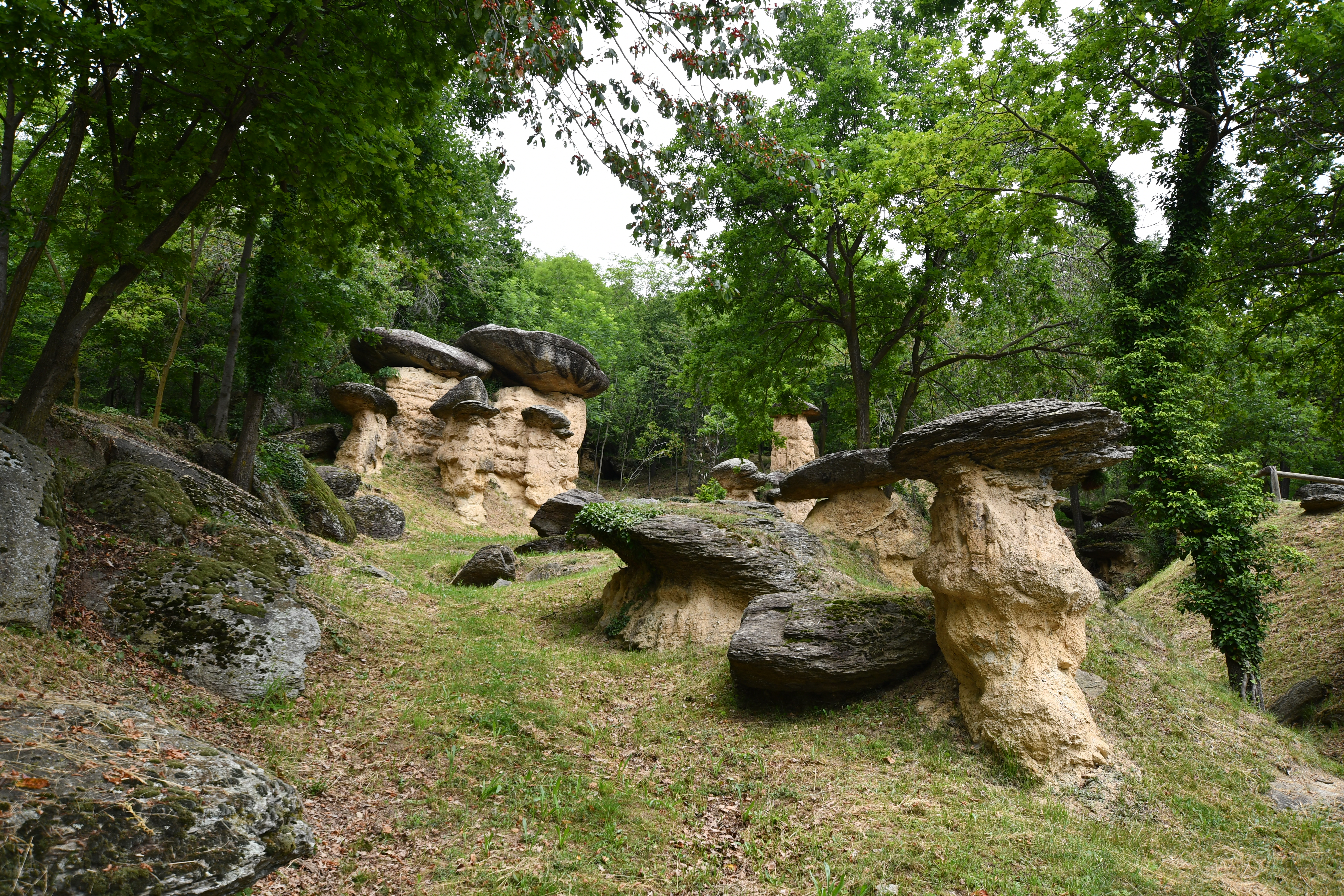
Naturschutzgebiet Ciciu del Villar

Der Ortsname leitet sich vom Namen des Schutzpatrons ab und erscheint in antiken Dokumenten mit „Villa Sancti Constantii“. Einige Funde bezeugen die Anwesenheit der Benediktiner vor Ort seit dem 8. Jahrhundert, zur Zeit des Langobardenkönigs Ariperto II., der für die Gründung des ersten Klosters verantwortlich war, das dann im 10. Jahrhundert von den Sarazenen zerstört wurde wieder aufgebaut.
Die Existenz des Dorfes ist eng mit der Arbeit der Benediktiner verbunden, mit ihrer Tätigkeit zur Urbarmachung und Trockenlegung eines sumpfigen Landes wie dem von Villar, das vor einem Dutzend Jahrhunderten nur mit Binsen und Schilf besiedelt war, weshalb es so genannt wurde CANNETUM von Römern. Sehenswert sind die romanische Krypta und die Kapelle San Giorgio (1467–1469), die sich beide in der Pfarrkirche befinden. Die Krypta stammt aus dem Jahr 1091, zur Zeit der Gräfin Adelaide von Susa. Sie ist dem Heiligen Petrus geweiht und gehört zu den schönsten und am besten erhaltenen im Piemont, auch wenn die Grundmauer der darüber liegenden Barockkirche und der Bruderschaft sie in zwei Teile teilt. In der Pfarrkirche befindet sich auch die Kapelle San Giorgio, eine Perle lokaler Kunst, die einen interessanten Freskenzyklus aus dem 15. Jahrhundert beherbergt, der von Pietro da Saluzzo signiert wurde und hauptsächlich Szenen aus dem Leben des Heiligen darstellt. Bemerkenswert ist auch die Kirche San Costanzo al Monte, die aus verschiedenen Epochen stammt. Der Bau der ersten Steinkirche im Osten sowie der darunter liegenden Krypta geht auf das Jahr 1190 zurück. Anschließend wurde das ursprüngliche Gebäude durch einen weiteren Bau und die heutige Barockfassade vervollständigt. Das achteckige Triburium ist reich an Sehenswürdigkeiten und im Inneren, in der alten Oberkirche, sind die Kapitelle im romanisch-lombardischen Stil mit sehr unterschiedlichen Motiven zu sehen.

## Gemeindepartnerschaft
- Rosières